# Gröbenstädt
Gröbenstädt ist ein Gemeindeteil des Marktes Moosbach im Oberpfälzer Landkreis Neustadt an der Waldnaab, Bayern.

## Geographische Lage
Das Dorf Gröbenstädt liegt zu beiden Seiten der Pfreimd etwa 0,5 km nördlich von Moosbach.

## Geschichte
Archäologische Funde bezeugen, dass das Gebiet um Gröbenstädt schon in der Steinzeit vor 10.000 Jahren besiedelt war.
Der Ortsname ist abgeleitet von Chreutsteten, was auf einen Rodungsort hinweist. Der Ort bildete sich um den Hammer Gröbenstädt. „Chreutsteten“ wurde 1336 im Salbuch des Klosters St. Emmeram genannt. Das Kloster besaß dort einen Hof, den Abt Albrecht 1337 an Albrecht den Thiener, Bürger zu Amberg, und seine Ehefrau Gisela verlieh. Dieser musste an die Propstei Böhmischbruck an dem Tag Kreuzauffindung jeweils 60 Regensburger Pfennige leisten. 1379 hatte Wilhelm der Zenger ein Lehen zu Gröbenstädt inne, das er Fritzen dem Leben zu Moosbach auf zehn Jahre und einen Tag übereignete.
Gröbenstädt wurde 1808 als eigener Steuerdistrikt im Landkreis Vohenstrauß genannt. Von 1821 bis 1830 war es mit Strehbergmühle und Hammermühle eine eigene Gemeinde. Dann wurde es mit den bis dahin selbständigen Ortschaften Gebhardsreuth, Gebhardsreutherschleife, Hechtlmühle und Grub zu einer Gemeinde vereinigt. Am 1. Januar 1971 wurde Gröbenstädt nach Moosbach eingemeindet.
Zum Stichtag 23. März 1913 (Osterfest) wurde Gröbenstädt als Teil der Pfarrei Moosbach mit 14 Häusern und 92 Einwohnern aufgeführt. Am 31. Dezember 1990 hatte Gröbenstädt 101 Einwohner und gehörte zur Pfarrei Moosbach.